# L'Arche surchargée
L'Arche surchargée (titre original : The Overloaded Ark) est une biographie romancée écrite par Gerald Durrell, publiée pour la première fois en 1953, qui fut le premier livre du naturaliste britannique. Il s'agit de la chronique d'un voyage de collecte de six mois, de décembre 1947 à août 1948, dans la colonie ouest-africaine du Cameroun britannique, actuel Cameroun et Nigeria, que Durrell a effectué avec l'aviculteur et ornithologue John Yealland.
Les raisons de ce voyage étaient doubles : "collecter et ramener vivants certains des fascinants animaux, oiseaux et reptiles qui peuplent la région", et deuxièmement, pour les deux hommes, réaliser un rêve longtemps caressé de voir l'Afrique.
La combinaison de l'exagération comique et de la précision environnementale, décrite dans la prose légère et intelligente de Durrell, en a fait un grand succès. Il a lancé la carrière de Durrell en tant qu'auteur d'ouvrages documentaires et de fiction, ce qui a permis de financer son travail de gardien de zoo et de défenseur de l'environnement.
Les Limiers de Bafut et Un zoo dans mes bagages sont en quelque sorte des suites, racontant ses retours ultérieurs dans la région.

## Histoire
Durrell avait épousé Jacqueline Sonia Wolfenden (Jacquie Durrell), 21 ans, étudiante en musique, le 26 février 1951. Elle savait qu'il pouvait tenir une assemblée sous le charme de son discours, et se demandait pourquoi il ne pouvait pas présenter les histoires de sa collection d'animaux à un public plus large. Durrell, qui avait critiqué une émission de radio de la BBC sur la vie en Afrique de l'Ouest, envoya un script radiophonique de quinze minutes sur ses épreuves pour tenter d'attraper une grenouille velue au Cameroun. Il s'agit de son premier texte professionnel.
La BBC accepte le script, qu'il lit en direct sur le BBC Home Service le matin du dimanche 9 décembre 1951. L'arche surchagée paraît en 1953.